# 手塚国光
手塚国光（てづか くにみつ）は、許斐剛作の漫画作品およびそれを原作としたアニメ『テニスの王子様』、『新テニスの王子様』に登場する架空の人物である。アニメ版の声優は置鮎龍太郎。実写映画版の俳優は城田優。ミュージカル版の俳優はミュージカル・テニスの王子様/2ndシーズン/3rdシーズン/4thシーズン/ミュージカル・新テニスの王子様を参照のこと。

## プロフィール
- 学校：青春学園中等部
- 学年：3年1組12番
- 所属委員会：生徒会長
- 誕生日：10月7日
- 星座：てんびん座
- 血液型：O型
- 身長：179cm
- 体重：58kg→61kg
- 足のサイズ：27.5cm
- 視力（メガネ着用時）：左右1.5
- 利き腕：左
- 使用メーカー
  - ラケット：MIZUNO（PRO LIGHT S90）
  - シューズ：MIZUNO（WAVE DUAL LIGHT）
- プレイスタイル：オールラウンダー[1]

### ステータス
【スピード -　4.5 /パワー - 4 /スタミナ - 4 / メンタル - 5 /テクニック - 6】

## 人物
中学テニス界でその名を知らない人はおらず、高校生テニス界でも一目置かれているほどの全国区の実力者の少年。口癖は「油断せずに行こう」。冷静な反面、テニスに関してはかなり熱い男。関東大会1回戦氷帝跡部戦では、左腕を心配し飛び出してきた青学メンバー達を「来るな、戻れ」と一蹴しそのまま試合続行そのテニス並びに青学に対する熱い気持ちは、跡部をもってしても読む事が出来なかった。リョーマの才能を見抜き、一年生でありながらも例外的に「校内ランキング戦」の出場を認める。努力を惜しまず妥協を許さない真面目な部長で、規律を乱した者にはグラウンドを走らせる。但し全く融通が利かないと言う訳ではなく､関東大会1回戦の氷帝戦ではスミレ不在のベンチコーチに不二の試合を観察しようとリョーマが居座った際桃城や菊丸が止める中容認したり続く自身の試合では正式にリョーマにベンチコーチを命じ意図を汲んだりする一方､立海の切原が手塚目的並びに視察に来た際には「部外者は出ていけ」と門前払いにした。冷静な性格で普段は全く笑顔を見せることがなく、原作で笑顔を見せたのは全国大会優勝決定の瞬間1度きりであった（アニメでは第128話の関東大会優勝時にも笑顔を浮かべている）。また、それを見ていた不二から「手塚もそんな表情見せるんだ」と言われると、「見なかったことにしてくれ」と言っている（手塚と不二は気がついていなかったが、その様子は乾にビデオで撮影されている）。部員を名前やあだ名で呼ぶことはなく、全員を名字のみで呼ぶ。リョーマとの非公式戦で、「お前は青学の柱になれ」と激励した。この言葉は、自身が1年時に後述の事件でテニス部を辞めようとした際に大和部長から自身が言われ思い留まった言葉でもある。全国大会終了後にドイツへ留学する事を決めており、卒業式では出席者達の前でプロプレーヤーを目指す事を表明した。
左利きだが手加減するときにラケットを右手で持つ。1年の時点で既にどの先輩よりも強く、大和部長にも勝っている。しかし、右手で試合をしたことに憤った先輩が手塚の左肘をラケットで殴打、過酷な練習の末にその怪我が爆弾となり肘を故障、長期戦や百錬自得の極みなどを封印するなどハンデを負う事になる。長期治療の末本編途中で肘は完治するも、肘の故障によって知らない間にイップスに陥っており、肘をかばう形でフォームを崩した末、関東大会1回戦の跡部との激戦で肩を故障してしまい、戦線離脱。その後九州へ治療へ行き（アニメ版では治療に完全を期す為ドイツへ。その後九州へ行く）、そこで自身の故障要因がイップスだった事を悟り、精神的にも故障を完全に克服した。全国大会で復帰し、才気煥発の極みを開いた。
『新-』ではU-17日本代表合宿に参加。脱落を賭けたタイブレークマッチで海堂と対戦し彼に部長としての心構えを伝えた上で勝利。その後、5番コートに所属。対3番コートS2、かつての青学の部長（大和）が対戦相手となった際、チームのために腕を犠牲にする手塚に「もうチームの為ではなく自分の為だけに戦ってほしい」と忠告されて考えを改め、「青学の柱」たる自らの役割を達成している事に気付き、自分のためだけに楽しいテニスをプレイした結果、「天衣無縫の極み」を開いて大和に勝利する。跡部の助言を受け入れ、その後、ドイツ留学のために「U-17」から戦線離脱した。
留学した先でプロテニス選手でありドイツ代表主将のボルクに目を掛けられドイツ代表となる。プレW杯ではQ・Pと共に第2試合に出場。跡部・入江ペアを圧倒する力を見せつけた。
決勝トーナメント準決勝ではS2にて幸村と対戦。中学生日本代表が一丸となって手塚対策をしており、「手塚ゾーン」「手塚ファントム」や「天衣無縫の極み」も破られ、第1セットを落とすも、「至高のゾーン」を完成させ、接戦の末、勝利を果たした。

## 得意技
零式ドロップショット
全くバウンドせず（乾との試合だけバウンドした）、着弾後はバックスピンで戻ってくるドロップショット。
零式サーブ
零式ドロップショットのサーブ版。腕に負担がかかるのが欠点。
手塚ゾーン
特殊な回転をかけることで、相手が打ち返した球が自分のところへ戻ってくる。井上曰く「サムライ南次郎の再来」。真田曰く、「無我の境地」で唯一使えない技。
手塚ファントム
手塚ゾーンの応用で相手の打球を全て外側に追い出し、アウトにする。手塚ゾーンの6割増しの回転を必要とするため、腕にかなりの負担がかかる。
至高の（アルティメット）ゾーン
手塚ゾーンと手塚ファントムを組み合わせた技。
百錬自得の極み
片腕に無我のパワーを集め、相手の球種・回転・パワー・球威を全て倍返しし、体力疲労をも最小限に抑える。幸村曰く、左記の効果と引き換えに他が疎かになるため、手塚ゾーンができてこそ完璧に扱える。
才気煥発の極み
脳内シミュレートで未来のイメージを浮かばせて、何球で決まるかが分かる。才気同士の対決では実力が上位の者が勝利する。
天衣無縫の極み
テニスを楽しむ気持ちから圧倒的な無我のパワーを持つ。

## キャラクターソング

### シングル
|      | 発売日         | タイトル                         | 規格品番          |
| ---- | -------------- | -------------------------------- | ----------------- |
| 1st  | 2002年7月3日   | 横顔                             | NECM-11002        |
| 2nd  | 2003年03月30日 | 深呼吸～Dedicate to E            | ICCT-0002         |
| 3rd  | 2003年11月6日  | Never Surrender                  | NECM-12056        |
| 4th  | 2003年12月3日  | White Message                    | NECM-12058        |
| 5th  | 2004年1月7日   | SINCE LAST GOODBYE               | NECM-12060        |
| 6th  | 2004年5月26日  | 虹                               | NECM-10005        |
| 7th  | 2005年10月7日  | 抱きしめてしまいそうさ           | NECM-10031        |
| 8th  | 2010年10月6日  | ささやかなこの願い               | NECM-12166        |
| 9th  | 2011年7月13日  | KiSS                             | NECM-10157        |
| 10th | 2015年1月28日  | バレンタイン・キッス             | NECM-10221        |
| 11th | 2015年10月7日  | Decide                           | NECM-10230        |
| 12th | 2018年12月19日 | Infinity Sky                     | NECM-10263        |
|      | 2020年10月7日  | 突撃! 月刊プロテニス[手塚国光編] | ※デジタルシングル |
| 13th | 2020年11月25日 | 突撃! 月刊プロテニス[手塚国光編] | NECM-10285        |
| 14th | 2022年08月10日 | ハッピーサマーバレンタイン       | NECM-10291        |
|      | 2023年4月1日   | 我が夢の代償                     | ※デジタルシングル |

### アルバム
|     | 発売日        | タイトル                                                  | 規格品番                 |
| --- | ------------- | --------------------------------------------------------- | ------------------------ |
| 1st | 2005年1月1日  | with                                                      | NECA-30124               |
| 2nd | 2009年10月7日 | IMPRESSIVE                                                | NECA-30253               |
| 3rd | 2017年10月7日 | My Light-THE BEST OF KUNIMITSU TEZUKA SINGLES COLLECTION- | NECA-39002（初回限定盤） |
| 3rd | 2017年10月7日 | My Light-THE BEST OF KUNIMITSU TEZUKA SINGLES COLLECTION- | NECA-30342（通常盤）     |

## 参照
1. ↑  『公式ファンブック テニスの王子様10.5』、『公式ファンブック テニスの王子様20.5』、『公式ファンブック テニスの王子様40.5』をそれぞれ参照。
2. ↑  『新テニスの王子様』10.5巻参照。